# 马尔特·黑尔维希
马尔特·黑尔维希（德語：Malte Hellwig，1997年10月23日—），德国男子曲棍球运动员，2019年加入成年国家队。他曾代表德国参加2024年夏季奥林匹克运动会曲棍球比赛，获得一枚银牌。